# エリアス・メルファーレン
エリアス・フランシス・メルファーレン（英語: Elias Francis Merfalen、1989年9月7日 - ）は、グアムサッカーリーグのカーズ・プラスFCに所属するサッカー選手。グアム代表。ポジションはFW。

## 概要
2010-11シーズンのグアムサッカーリーグで得点王となった。
グアムU-19代表のマネージャーとしても働いている。